# 村井良大
村井 良大（むらい りょうた、1988年〈昭和63年〉6月29日 - ）は、日本の俳優。株式会社舞プロモーション所属。以前は株式会社ベルジーエンタテインメント・ディビジョン、株式会社ウェーブマスターに所属していた。東京都出身。

## 略歴
2006年、舞台『赤毛のアン』にて俳優デビュー。
2007年、テレビドラマ『風魔の小次郎』にて、テレビドラマ初出演かつ初主演。
2008年、前述のテレビドラマの舞台化作品である舞台『風魔の小次郎』にて、舞台初主演。
2012年2月、所属する株式会社ベルジーエンタテインメント・ディビジョンの解散に伴い、株式会社ウェーブマスターに移籍。
2020年3月、株式会社舞プロモーションに移籍。

## 人物
- 趣味はタップダンス、乗馬、エレキギター[1]。
- 特技はアニメーションダンス[1]。
- 普通自動車免許と自動二輪車免許を取得している。
- 俳優を志した直接のきっかけは、高校時代に自転車に乗り校門に出ようとしたタイミングでふと思いつき、帰りにオーディション雑誌を購入したことである[6]。
- 名前の「良大」の由来は「大きな良いことがあるように」という意味[7]。
- 兄と姉の3人兄弟の末っ子で[8][9]、小学生のとき、通信簿には「落ち着きがない」と書かれていたという[10]。
- 座右の銘は「成せば成る」[11][12]。
- 大舞台では緊張しないが、小劇場では観客との距離が近いため緊張する[6]。
- 視力は0.05以下である[13]。
- 『週刊少年ジャンプ』を愛読している[14]。
- チョコボールのおもちゃのカンヅメを当てたことがある[15][16][17]。
- 2024年12月25日、一般女性と入籍したことを自身のX、Instagramを通じて発表[3][4][5]。

## 出演

### テレビドラマ
- 風魔の小次郎（2007年、TOKYO MXほか） - 主演 小次郎 役
- 仮面ライダーシリーズ
  - 仮面ライダーディケイド（2009年、テレビ朝日） - 小野寺ユウスケ 役
  - 仮面ライダーG（2009年、テレビ朝日） - 仮面ライダークウガ、仮面ライダー龍騎 役（声の出演）
- 853〜刑事・加茂伸之介（2010年、テレビ朝日） - 中田秀一 役
- 猫弁と透明人間（2013年4月22日、TBS） - 青田進 役
- 黒い十人の黒木瞳 III（2013年6月30日、NHK BSプレミアム） - 部下 役
- 怪奇大作戦 ミステリー・ファイル（2013年10月、NHK BSプレミアム） - 野村洋 役
- 乾杯戦士アフターVシリーズ（東名阪ネット6・5いっしょ3ちゃんねる） - 主演 トレジャーレッド 役
  - 乾杯戦士アフターV（2014年）
  - 新★乾杯戦士アフターV（2015年）
- 妖怪! 百鬼夜高等学校（2018年10月18日 - 12月28日、BS日テレ） - 田中一男 役
- チート〜詐欺師の皆さん、ご注意ください〜 第4話（2019年10月24日、読売テレビ） - 御子柴悟 役
- 教場シリーズ（フジテレビ） - 石山広平 役
  - フジテレビ開局60周年特別企画「教場」（2020年1月4日・5日）[18]
  - 教場II（2021年1月3日）[19]
- 月曜プレミア8「誉田哲也サスペンス ドンナビアンカ〜刑事 魚住久江〜」（2020年10月5日、テレビ東京） - 原口昌哉 役
- パティシエさんとお嬢さん（2022年1月、tvkほか[注 1]） - 帯刀稜 役[20][21]
- 邪神の天秤 公安分析班（2022年2月13日 - 4月17日、WOWOW） - 塚本寿志 役
- インビジブル（2022年4月15日 - 6月17日、TBS） - 野間昇太郎 役[22][23]
- あなたは私におとされたい（2023年1月6日 - 2月17日、MBS 他） - 主演・相澤直也 役（鶴嶋乃愛とダブル主演）[24]
- 御社の乱れ正します! 第3話 - 第5話（2024年4月16日 - 30日、BS-TBS） - 副島誠太郎 役[25]

### バラエティ
- 戦国鍋TV 〜なんとなく歴史が学べる映像〜（2010年4月 - 2012年9月、tvkほか）
  - 「SHICHIHON槍」 - 加藤嘉明 役
  - 「天正遣欧少年使節」 - 千々石ミゲル 役
  - 「堺衆」 - 津田宗及 役
  - 「信長と蘭丸」 - 織田信長 役
  - 「徳川15代将軍」 - 徳川家康 役
  - 「AKR四十七」 - 大石内蔵助 役
  - 「天草四郎と島原DE乱れ隊」 - 大矢野松右衛門 役
  - 「戦国サポートセンター3」 - 小早川隆景 役、ほか
- 聖エクレール学園〜男子部〜（2010年12月4日）
- ゲイジツ野郎〜アートが学べるかもなTV〜
- 世界史ちゃんTV 〜何となく歴史が学べるVTR〜（2014年12月8日・10日、NHK BSプレミアム）
- 俺旅。（tvkほか）
  - シーズン1（2015年1月 - 3月）
  - シーズン2（2016年1月 - 3月）
  - シーズン4（2018年1月 - 3月）
- 僕たちの小トリップ（tvkほか）
  - 第一弾〜箱根・伊豆篇〜（2016年）
  - 第二弾〜伊豆・下田篇〜（2017年）
  - 第四弾〜広島篇〜（2018年）
  - 第五弾〜上越篇〜（2018年）

### Web配信ドラマ
- 幼なじみ（2008年） - 矢野拓也 役
- ネット版 仮面ライダーディケイド オールライダー超スピンオフ（2009年） - 小野寺ユウスケ 役
- リアルタイムドラマ〜ジオラマ〜（2013年、ニコニコ生放送） - 主演
- ROAD TO EDEN 第5話（2017年、フジテレビオンデマンド） - 棒手裏剣の男
- 乾杯戦士アフターV 激闘！オンライン飲み会（2020年5月27日） - 主演 トレジャーレッド 役[26]
- RIDER TIME 仮面ライダーディケイド VS ジオウ/ディケイド館のデス・ゲーム（2021年2月9日 - 21日、東映特撮ファンクラブ） - 小野寺ユウスケ / 仮面ライダークウガ 役[27]

### 映画
- 荒くれKNIGHT（2007年）
- 仮面ライダーシリーズ
  - 劇場版 仮面ライダー電王&キバ クライマックス刑事（2008年） - 鈴木一哉 役
  - 劇場版 仮面ライダーディケイド オールライダー対大ショッカー（2009年） - 小野寺ユウスケ 役
  - 仮面ライダー×仮面ライダー W&ディケイド MOVIE大戦2010（2009年） - 小野寺ユウスケ 役
- ちいさな恋のものがたり（2008年）
- トワイライトシンドローム デッドクルーズ（2008年） - 一平 役
- 華鬼 響×桃子編（2009年） - 堀川響 役
- アブラクサスの祭（2010年） - 菊地隆太 役
- ふうけもん（2014年）
- 醒めながら見る夢（2014年） - 文哉 役
- Hunger Z（2014年） - 主演 としゆき 役
- ドクムシ（2016年） - 主演 レイジ 役
- 真田十勇士（2016年） - 海野六郎 役
- TOKYOデシベル（2017年)
- マスタードチョコレート（2017年） - 三田 役
- 最果てリストランテ（2019年） - 岬良太 役
- 十二単衣を着た悪魔（2020年） - 木村 役
- パティシエさんとお嬢さん（2022年） - 帯刀稜 役[21]
- 中洲のこども（2023年） - 宮台響 役[28]

### 舞台
- 『赤毛のアン』（2006年）-ギルバート少年 役
- LOVE ME DOLL!（2007年3月） - 次郎 役
- 風魔の小次郎（2008年3月） - 主演 小次郎 役
- ミュージカル・テニスの王子様 - 宍戸亮 役
  - The Imperial Presence 氷帝 feat. 比嘉（2008年7月 - 11月）
  - The Treasure Match 四天宝寺 feat. 氷帝（後期、2009年2月 - 3月）
  - Dream live 6th（2009年5月2日・3日・9日・10日）
- MASKED RIDER LIVE&SHOW 〜十年祭〜（2009年6月） - 小野寺ユウスケ / 仮面ライダークウガ 役
- TWIN-BEATプロデュース『ソウガ』（2009年10月） - 主演 ツムギ 役
  - 亡国の爪牙篇
  - 相克の双牙篇
- 劇団「秦組」vol.3『らん』（2010年7月） - 正太郎 役
- コカンセツ!（2010年8月） - 清宮文彦 役
- ACファクトリー15周年特別記念公演第2弾『アラハン 〜ARAHAN〜』（2010年11月） - 主演 ハッサン 役
- 戦国鍋TV
  - 新春戦国鍋祭 〜あんまり近づきすぎると斬られちゃうよ〜（2011年1月） - 羽柴秀吉 役
  - 新たに舞い降りた天正遣欧少年使節〜お洒落なラフォーレでヴィバれ！イベント〜（2011年10月） - 千々石ミゲル 役
  - 大江戸鍋祭 〜あんまりはしゃぎ過ぎると討たれちゃうよ〜（2011年12月） - 徳川綱吉・アワレンジャー・レッド 役
- リアルエチュード「みんなの家」ボーイズステージ（2011年3月）
- 遠ざかるネバーランド（2011年5月） - 主演 ピーターパン 役
- こころ（2011年8月10日-13日、青山円形劇場） - 主演 私、先生 役（2役）
- 音楽劇『醒めながら見る夢』（2011年9月 - 10月） - 悪魔 役
- 舞台『弱虫ペダル』 - 主演 小野田坂道 役
  - 舞台『弱虫ペダル』（2012年2月）
  - インターハイ篇 The First Result（2013年8月）
  - インターハイ篇 The Second Order（2014年3月）
  - インターハイ篇 The WINNER（2015年3月）
- ラ・パティスリー（2012年3月） - 吉野将人 役
- We Love 兄さん！！〜ボクらの兄さんイケてなくなくない！？〜(2012年4月) - 私 役
- 舞台「僕等の図書室〜みんなで読書会〜一学期 ごんぎつね」 - ムライ先生 役
  - 舞台「僕等の図書室〜みんなで読書会〜二学期 ごんぎつね」
  - 舞台「僕等の図書室〜みんなで読書会〜終業式 ごんぎつね」
- 舞台 カワイクなくちゃいけないリユウ（2012年6月/再演 2015年1月） - 主演 グレッグ 役
  - 朗読劇 カワイクなくちゃいけないリユウ(2013年2月/再演 2015年12月)
- すうねるところ（2012年9月） - マリオ 役
- 里見八犬伝
  - 里見八犬伝（2012年11月） - 犬田小文吾 役
  - 里見八犬伝（2014年10月 - 12月） - 犬川荘助 役
- 朗読劇 100歳の少年と12通の手紙 (2012年12月) オスカー 役
- オリジナル・ミュージカル『私のダーリン』（2013年3月 - 4月） - 便利屋 青木悠真/トゥルー 役
- その後のふたり（2013年5月） - 純哉 役
- リアルタイムドラマ「ジオラマ」- 主演 根津光城 役
- 真田十勇士
  - （2014年1月 - 2月） - 海野六郎 役
  - （2016年9月 - 10月） - 根津甚八・豊臣秀頼 役
- 朗読劇『猫と裁判』（2014年6月） - 沢渡和也 役
- 東宝×30-DELUX Special Theater『マホロバ』（2014年7月） - 主演 ザッパ 役
- シアワセでなくちゃいけないリユウ（2015年1月 - 2月） - 主演 グレッグ 役
- 殺意の衝動 〜なぜ殺すのか？それが生きてる証明だから〜（2015年6月） - 主演 - 羽水猛 役
- 『RENT』 - 主演 マーク 役
  - （2015年9月8日 - 10月9日、シアタークリエ）
  - （2017年7月 - 8月、シアタークリエ））[29]
- 『ラヴ・レターズ』（2015年）
- 『SHOW ル・リアン』（2016年3月 - 4月）
- ミュージカル『あなたの初恋探します』
  - キム・ジョンウク探し あなたの初恋探します（2016年6月） - キム・ジョンウク / ムン・ミニョク（2役）[30]
  - あなたの初恋探します（2018年7月21日 - 8月19日、オルタナティブシアターほか、福岡・愛知・大坂公演）
- エムキチビート第十三廻公演 『アイ ワズ ライト』（2016年8月） - 主演 マシロ 役
- ブロードウェイミュージカル『きみはいい人、チャーリー・ブラウン』（2017年4月） - 主演 チャーリー・ブラウン 役[31]
- ブロードウェイミュージカル『アダムス・ファミリー』（2017年10月28日 - 11月25日、KAAT神奈川芸術劇場 /大阪・富山公演） - ルーカス 役
- 記念コンサートTENTH（1月4日-1月11日）
  - 第1部 10周年記念ダイジェスト公演「ネクスト・トゥ・ノーマル」 - ヘンリー 役
  - 第2部 10周年記念ガラコンサート『きみはいい人、チャーリー・ブラウン』
- 舞台「99才まで生きたあかんぼう」（2018年2月22日 - 3月4日、よみうり大手町ホール/名古屋・福岡・大阪公演）主演[32]
- 朗読劇「最果てリストランテ」（2018年4月7日-4月15日、TOKYO FM HALL）
- 舞台「魔界転生」（2018年10月6日-12月14日、明治座ほか 福岡・大阪公演） - 根津甚八 役
  - 舞台「魔界転生」再演（愛知公演：2021年4月7日 - 11日 / 福岡公演：4月16日 - 28日 / 東京公演：5月4日 - 28日 /大阪公演：6月10日、一部休演[33][34]）
- ピカソとアインシュタイン〜星降る夜の奇跡〜（2019年4月25日 - 5月9日、よみうり大手町ホール） - アインシュタイン 役
- ミュージカル『ラヴズ・レイバーズ・ロスト-恋の骨折り損-』（2019年10月1日-11月17日、シアタークリエ/兵庫・福岡・愛知公演） - ビローン 役
- 『デスノート THE MUSICAL』（東京公演:2020年1月20日 - 2月9日、東京建物 Brillia HALL / 静岡公演:2月22日・23日、マリナート 大ホール / 大阪公演(中止)[注 2]:2月29日・3月1日、梅田芸術劇場 メインホール / 福岡公演(中止)[注 2]:3月6日 - 8日、博多座） - 主演 夜神月(Wキャスト)
- 僕等の図書室 リモート授業 4時間目「智恵子抄」（2020年6月6日 - 14日、アーカイブ配信)
- 朗読劇「ピアニシモ」（2020年6月13日）PUBLIC∴GARDEN!によるオンラインリーディング公演作品。- 主演 ヒカル 役
  - 朗読劇「ピアニシモ」特別追加公演（2020年6月20日） - 主演 ヒカル 役
  - 朗読劇「ピアニシモ」特別追加公演（2020年6月21日） - 氏家透 役
- デジタル本多劇場〜まだ近づきたくても近づけない人々の悲喜交々〜「今宵、バルコニーの上と下で」 - ロミオ 役
- 生きる（2020年10月 - 11月） - 渡辺光男 役
- INSPIRE 陰陽師（2020年12月31日 - 2021年1月6日、日生劇場） - 藤原兼家 役 （Wキャスト）
- 舞台「ローズのジレンマ」（2021年2月6日 - 3月3日、シアタークリエほか） - クランシー 役
- リビングルームミュージカルvol.16 歌の祭典 リビムピック2021(2021年8月4日、eplus LIVING ROOM CAFE＆DINING)- 中止[37]
- Musical『DEVIL』Japanプレビューコンサート（2021年9月18日-26日、東京芸術劇場 シアターウエスト）
- 舞台「甘くない話〜ノン・ドサージュ〜」（東京公演：2021年11月3日 - 7日、日経ホール/大阪公演：11月13日、松下IMPホール）- 主演
- ミュージカル「蜘蛛女のキス」（東京公演：2021年11月26日 - 12月12日、東京芸術劇場プレイハウス/大阪公演：12月17日 - 19日、梅田芸術劇場シアター・ドラマシティ） - バレンティン 役（Wキャスト）[38]
- ミュージカル「「手紙」2022」 (2022年3月12日 - 27日、東京建物 Brillia HALL） - 主演 武島 直貴 役
  - ミュージカル「「手紙」2025」(2025年3月7日 - 4月6日、東京建物 Brillia HALL 他）[39]
- 音楽劇「スラムドッグ$ミリオネア」（2022年8月1日 - 21日、シアタークリエ） - シャンカール / サリム 役[40]
- 音楽劇『精霊の守り人』（2023年7月29日 - 8月6日、日生劇場 ／他、全国9都市） - タンダ 役
- 日本テレビ開局70年記念舞台「西遊記」（2023年11月3日 - 5日、オリックス劇場 / 11月10日 - 23日、博多座 / 12月27日 - 2024年1月2日、御園座 / 1月6日 - 28日、明治座） - 玉竜 役[41][42]
- リーディング『鳥ト踊る』（2023年11月27日 - 30日、I'M A SHOW）[43]
- ミュージカル『この世界の片隅に』（2024年5月9日 - 7月28日、日生劇場 他） - 北條周作 役（海宝直人とダブルキャスト）[44][45]
- 白衛軍 The White Guard（2024年12月3日 - 22日、新国立劇場 中劇場）[46]
- ハジケ・る ポップコーン一座『テイ・る オブ ナイトメア』〜不思議の国の給仕係〜（2025年3月27日、I'M A SHOW）[47][48]
- シンフォニー朗読劇『ベートーヴェン〜魂の交響曲〜』（2025年7月3日・5日〈予定〉、東京国際フォーラム ホールC / 7月12日・13日〈予定〉、御園座） - ルートヴィヒ・ヴァン・ベートーヴェン 役[49][50]
- 石井光三オフィスプロデュース『ザ・ポルターガイスト』（2025年9日14日 - 21日〈予定〉、本多劇場）[51][52]
- 舞台『鬼太郎誕生 ゲゲゲの謎』（2026年1月9日 - 25日〈予定〉、サンシャイン劇場 / 1月29日 - 2月1日〈予定〉、梅田芸術劇場 シアター・ドラマシティ / 2月7日・8日〈予定〉、鳥栖市民文化会館） - 水木 役[53]

### オリジナルビデオ
- 仮面ライダーディケイド 超アドベンチャーDVD 守れ！〈てれびくんの世界〉（2009年） - 小野寺ユウスケ 役

### イベント
- 戦国鍋TV
  - 戦国鍋TVまさかの1周年記念調子に乗ってCDまで出しちゃいますライブ（2011年5月11日、関内ホール）
  - 大江戸鍋祭 最後の最後に上映会 （2012年7月16日、日本青年館）
  - 戦国鍋TV tvkに40年の歴史あり！ 祝ってみせようホトトギスLIVE（2012年10月20日、横浜赤レンガ倉庫）
  - 戦国鍋TVライブツアー 〜武士ロックフェスティバル2013〜（2013年1月、ZeppTokyoほか）
  - 「戦国鍋TV 〜なんとなく栄光と伝説への旅立ち〜Blu-ray BOX」購入者対象イベント （2016年3月6日、スパイラルホール）
- 村井良大BIRTHDAY『初のファンミーティング』日帰りバスツアー（2012年7月11日、甲府富士屋ホテル）

### テレビアニメ
- 闇芝居（2013年7月14日 - 9月29日、テレビ東京）
  - 二期（2014年7月）
  - 三期（2016年1月）
  - 四期（2017年）
  - 五期（2017年）
  - 六期（2018年）
  - 七期（2019年）
- ドアマイガーD（2015年、tvkほか） - 主演 京極大次郎 役
- 戦国鳥獣戯画（2016年、KCBほか） - 豊臣秀吉 役[54]

### ゲーム
- 仮面ライダー バトライド・ウォー 創生（2016年、PS4・PS3・PS Vita） - 仮面ライダークウガ 役[55]
- 仮面ライダーバトル ガンバライジング（2019年5月9日、アーケード） - 仮面ライダークウガ（小野寺） 役[56]
- 仮面ライダーバトル ガンバレジェンズ（2023年、アーケード） - 仮面ライダークウガ（小野寺） 役

### 吹き替え
- KAMEN RIDER DRAGON KNIGHT（2009年） - アルバート・チョウ / 仮面ライダースピアー 役

### ラジオ
- ラジオ「アキラとりょうたのトワイライトララバイ」（2014年10月 - 2015年3月、KBS京都）
- ラジオドラマ「かたらずの華」（2021年3月6日 - 5月14日、AuDee）-主演 樋渡戸瀬雅也

### その他（出演）
- パチスロ仮面ライダーUNLIMITED主題歌「SATIS-FY〜It’s unlimited」（2013年）

## 作品

### アルバム
- Original TV Soundtrack「風魔の小次郎 音楽集」（2007年12月19日）
- ミュージカル・テニスの王子様 The Imprerial Presence 氷帝 feat. 比嘉 5代目青学 VS 氷帝B（2008年12月3日）
- リフレッシュ 新たな自分へ〜氷点下の情熱〜THE TOP（2009年4月30日）
- 十年祭 〜仮面ライダーミュージカル〜（2009年11月18日）
- 戦国鍋TV ミュージック・トゥナイト 〜なんとなく歴史が学べるCD〜（2011年3月23日）

### 映像ソフト
2009年
- 我ータビノキセキ

2010年
- 挑戦

2014年
- WILL

### その他（作品）
- 1st写真集「我 タビノキセキ」（2009年6月）
- 2010年カレンダー（2009年10月）
- 2nd写真集「憩 〜yasumi〜」（2014年6月）
- 2015年度 ポストカードカレンダー＆A4カレンダー（2014年12月）